# As Filhas de Ló

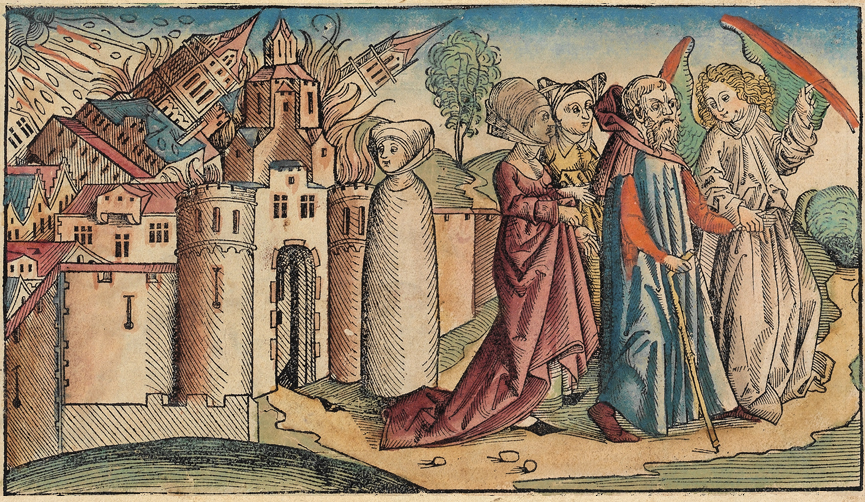
Ló foge de Sodoma com o anjo e suas duas filhas, enquanto sua esposa é transformada em uma estátua de sal. Xilogravura da Crônica de Nuremberg (1432).

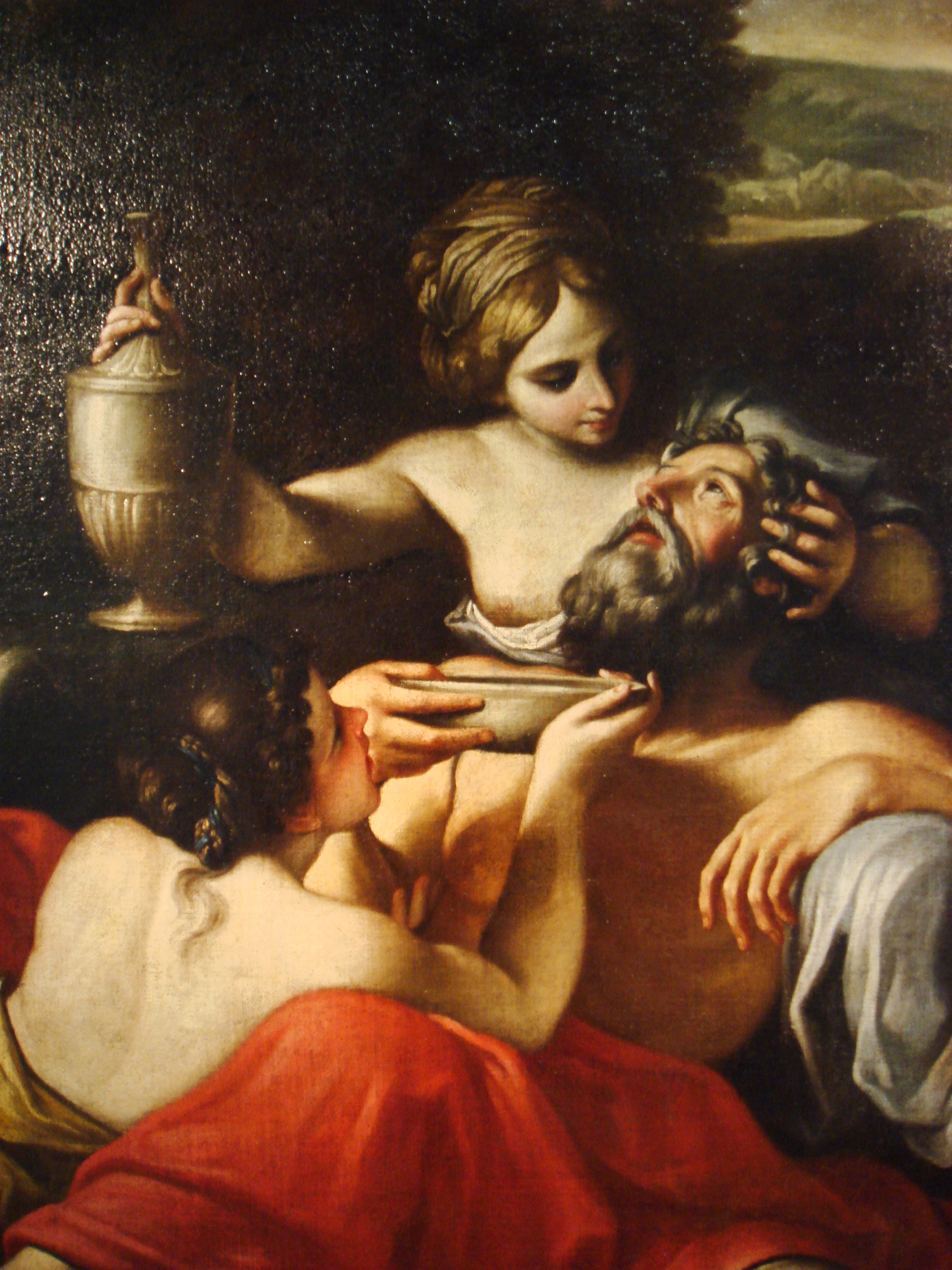
As Filhas de Ló por Marcantonio Franceschini (século XVII, Museu Nacional de San Marino).

As Filhas de Ló (em francês: Les Filles de Loth) é um poema de inspiração bíblica frequentemente atribuído a Alfred de Musset escrito em 1849. Diz-se sobre esta obra que George Sand prometeu seu amor ao poeta que produzisse a poesia mais obscena. Victor Hugo produziu um poema intitulado "Merde", e Musset "Les Filles de Loth". Musset ganhou o prêmio.

## Contexto
As Filhas de Ló é inspirado no primeiro livro do Antigo Testamento: Gênesis, capítulo XIX. Diz que, querendo destruir as cidades de Sodoma e Gomorra, Deus ordena que o sobrinho de Abraão fuja daquela região sem olhar para trás com sua esposa e duas filhas. Durante a fuga, a esposa de Ló olha para trás e se torna uma estátua de sal.
Na Bíblia, as filhas de Ló são mencionadas apenas como "as filhas", "a mais velha" e "a mais nova". As filhas de Ló embebedam o pai e dormem com ele para preservar sua raça.
Para o poeta, que dá às meninas o nome de Sarah e Agass, a principal razão para a relação incestuosa é a satisfação do prazer sexual. As duas irmãs gostam de se masturbar antes de se envolverem em incesto paterno. O ato incestuoso, na Bíblia e no poema, é cometido pela mulher e não pelo homem, que está bêbado e inconsciente. O Livro de Gênesis sublinha a irresponsabilidade do homem: "ele não reparou quando ela se deitou, nem quando se levantou", como o poeta alexandrino que conclui com este: "Ló, quando acordou, não tinha visto nada, nem sabia de nada".

## Texto

### Les filles de Loth
| Texto original Loth étendu dormait au fond d’une caverne. Assises à côté d’une pâle lanterne, Ses deux filles en pleurs se rappelaient tout bas Les plaisirs de Sodome et ne s’endormaient pas. L’aînée avait vingt ans, une figure altière, L’œil noir et les cheveux rejetés en arrière. La cadette était blonde, avait seize ans passés, Des trésors sous la robe et des doigts exercés. Vierges ? Vous devinez que filles de cet âge N’ont pas quitté Sodome avec leur pucelage : Elles avaient goûté du breuvage amoureux, Leur soif insatiable avait fait des heureux. Mais Sodome est détruite, elles pleurent sans cesse, Non leur maison brûlée en un jour de détresse, Mais les hommes perdus, puisqu’il n’en reste pas Qui puissent désormais jouir de leurs appas. Agar dit à sa sœur, la voyant désolée : « Reprends courage, enfant, que ton âme éplorée Retrouve quelque espoir. Tiens, déshabillons-nous, Reprenons pour jouir un moyen simple et doux. » Ainsi parlait l’aînée, et relevant sa robe, Elle montre à sa sœur, avec un double globe, Son ventre satiné, qui se termine en bas Par un triangle brun recouvert de poils ras. « Que faut-il faire, Agar ? — Du bout de ton doigt rose, Chatouille-moi. — J’y suis. — Attends, je me repose. M’y voici. — J’élargis les cuisses comme toi, Rends-moi le même office, allons, chatouille-moi ! » Et sous le doigt, que guide une amoureuse ivresse, Le clitoris se dresse et palpite, et redresse. Enfin, n’en pouvant plus et d’amour se pâmant, Agar donne à sa sœur un vrai baiser d’amant. Mais celle-ci lui dit : « Faisons mieux, ma charmante, Remplaçons notre doigt, sur la place amusante, Par une langue agile, et tu verras, ma sœur, Que nos attouchements auront plus de douceur. Que sur ton ventre, Agar, mollement, je me couche, Mes lèvres à ton poil et ton poil à ma bouche. Que nos corps enlacés se tordent et se roulent Et que les sucs de l’homme en nos cuisses découlent. » Aussitôt fait que dit, et bientôt ces doux jeux Arrosent leur toison d’un liquide onctueux. Mais ce foutre infécond ne rappelle les hommes Que de vague façon. « Oh ! sottes que nous sommes ! Du plaisir, dit Agar, en voilà tant qu’il faut : Mon père est vieux, c’est vrai, mais il est encore chaud, Il doit raidir encor quand les filles sont belles, C’est heureux qu’il n’ait point affaire à des pucelles Mais il ne voudra pas, tant il est scrupuleux, Nous passer la bouteille où jadis toutes deux Avons puisé la vie, où jadis notre mère Venait emplir ses flancs et ouvrir son cratère. Tâchons de l’enivrer, il aime le bon vin, Et s’il nous peut baiser, sauvons le genre humain. Le bonhomme étant gris, la mémoire troublée, Oubliant ses enfants et la ville brûlée, Jette sur leurs appas des regards polissons, Écoute en souriant les grivoises chansons Que chantent sans pudeur les jeunes filles nues, Dansant autour de lui des danses inconnues. Chacune a mis sur sa figure un voile noir, Loth, avec sa lanterne, admire sans savoir À qui sont ces tétons dont la pointe frissonne, Ces fesses de satin dont la blancheur rayonne. Il se croit à Sodome et dans sa propre fille, Ardent, il veut planter son bâton de famille, Il cherche sous sa robe, Agar l’a prévenu, Du ventre paternel elle saisit tout nu Le bâton merveilleux qui féconde la femme, Elle admire longtemps cet objet de sa flamme Et puis continuant son œuvre chaste et pure, Elle prend pour jouir la meilleure posture : Elle tombe à genoux, découvre son cul blanc En inclinant la tête. Et le vieux Loth brûlant Approche et voit le trou : « Pousse fort, ô ma belle ! Dit-il, en enlaçant ses deux bras autour d’elle. Agar, jouant du cul, hâtait le mouvement, Car elle connaissait l’effet du frottement… Elle se sent mouillée, et nulle jouissance N’a pourtant de ses flancs assouvi l’espérance. Un soupçon la saisit, elle porte la main Je ne sais trop comment, par le plus court chemin : C’est à recommencer, dit-elle à son vieux père. Un ivrogne est bon coq, Loth reprend cette affaire. Elle saisit sa queue qu’il lui laisse guider À travers les replis qu’il devra traverser. …Agar a tressailli et son ventre frissonne, Les os en ont craqué, mais le vieux Loth s’étonne À ces transports soudains, à ces cris inouïs : « Qu’as-tu donc, ô ma fille ? — Oh ! va toujours, je jouis, Car tu l’as enfoncé jusque dans la matrice. — Si je m’en suis douté, que le ciel m’engloutisse ! Dit Loth, en soulevant un peu sa vieille épée, Pour la faire rentrer plus forte et mieux trempée : « Si nous recommencions ? » Agar dit à sa sœur : « À ton tour de goûter la divine liqueur. » La blonde toute nue, en écartant les cuisses, Présente à son vieux père un nid plein de délices. Quoique le père Loth finit péniblement, Elle n’en jouit pas moins convenablement. « Gloire au Dieu d’Israël ! dit-elle… J’ai conçu. » Loth alors s’éveilla, n’ayant rien vu ni su. — Alfred de Musset | Tradução Ló dormia profundamente numa caverna. Sentado ao lado de uma lanterna pálida, Suas duas filhas, chorando, relembravam em silêncio Os prazeres de Sodoma e não conseguiam dormir. A mais velha tinha vinte anos, rosto altivo, Olhos escuros e cabelos penteados para trás. A mais nova era loira, com mais de dezesseis anos, Com tesouros sob o vestido e dedos habilidosos. Virgens? Você pode imaginar que as moças daquela idade Não deixaram Sodoma com a virgindade: Elas provaram a bebida amorosa, Sua sede insaciável fez muitos felizes. Mas Sodoma está destruída, elas choram sem parar, Não por sua casa queimada em um dia de angústia, Mas pelos homens perdidos, já que não há mais ninguém Que agora possa desfrutar de seus encantos. Agar disse à irmã, vendo-a desolada: "Coragem, criança, deixe sua alma chorosa Encontrar alguma esperança. Aqui, vamos nos despir, Vamos encontrar uma maneira simples e doce de nos divertir." Assim falou a anciã, e levantando o vestido, Ela mostra à irmã, com um globo duplo, Sua barriga acetinada, que termina na parte inferior Em um triângulo marrom coberto de pelos curtos. "O que devemos fazer, Agar?" — Com a ponta do seu dedo rosa, Faça cócegas em mim. — Estou lá. — Espere, estou descansando. Aqui estou. — Abro as coxas como você, Faça-me o mesmo favor, vamos, faça-me cócegas!" E sob o dedo, guiado pela embriaguez amorosa, O clitóris se ergue, pulsa e se endireita. Finalmente, incapaz de suportar mais e desmaiando de amor, Agar dá à irmã um verdadeiro beijo de amante. Mas ela lhe diz: "Vamos fazer melhor, minha querida, Vamos recolocar o dedo no lugar divertido, Com uma língua ágil, e você verá, minha irmã, Que nossos toques serão mais suaves. Deixe-me deitar suavemente em sua barriga, Agar, Meus lábios em seus cabelos e seus cabelos em minha boca. Que nossos corpos entrelaçados se torçam e rolem E que os sucos do homem fluam de nossas coxas." Dito e feito, logo esses doces jogos Molham sua lã com um líquido cremoso. Mas esse sêmen infértil só lembra os homens Só de uma forma vaga. "Oh! Que tolas somos! Prazer, disse Agar, é tudo o que é preciso: Meu pai é velho, é verdade, mas ainda está quente, Ele ainda deve ficar duro quando as garotas são bonitas, É uma sorte que ele não tenha que lidar com donzelas Mas ele não vai querer, tão escrupuloso é, Para nos passar a garrafa onde um dia nós duas Tiramos a vida, onde um dia nossa mãe Veio encher suas laterais e abrir sua cratera. Vamos tentar embriagá-lo, ele adora um bom vinho, E se ele pode nos foder, vamos salvar a raça humana. O homem, embriagado, com a memória perturbada, Esquecendo-se dos filhos e da cidade queimada, Lança olhares travessos aos seus encantos, Escuta com um sorriso as canções obscenas Cantadas descaradamente pelas jovens nuas, Dançando danças desconhecidas ao seu redor. Cada uma colocou um véu negro sobre o rosto, Ló, com sua lanterna, admira sem saber De quem são estes mamilos, cujas pontas tremem, Estas nádegas de cetim cuja brancura irradia. Ele pensa que está em Sodoma e em sua própria filha, Ardente, ele quer plantar o cajado de sua família, Ele procura sob o vestido dela, Agar o avisou, Do ventre paterno ela apreende, nua O cajado maravilhoso que impregna a mulher, Ela admira este objeto com sua chama por um longo tempo E então, continuando seu trabalho casto e puro, Ela adota a melhor postura para desfrutar: Ela cai de joelhos, descobrindo sua bunda branca, Abaixando a cabeça. E o velho Ló em chamas Se aproxima e vê o buraco: "Empurre com força, minha linda!" Ele diz, envolvendo-a com os dois braços. Agar, brincando com o seu jumento, apressou o movimento, Pois conhecia o efeito da fricção... Ela se sente molhada, e sem prazer Ainda assim, satisfez a esperança de seus flancos. Uma suspeita a apodera, ela levanta a mão Não sei como, pelo caminho mais curto: É hora de recomeçar, diz ela ao seu velho pai. Um bêbado tem um bom pau, Ló entende desse assunto. Ela agarra seu pênis, que ele a deixa guiar Através das dobras que ele deve atravessar. ...Agar estremeceu e seu estômago arrepiou, Seus ossos estalaram, mas o velho Ló ficou atônito Com esses arrebatamentos repentinos, com esses gritos inauditos: "O que há com você, minha filha?" — "Ah! Vá, estou me divertindo, Pois você o enfiou direto no meu ventre." —"Se eu suspeitasse, que o céu me engula!" Disse Ló, erguendo um pouco sua velha espada, Para trazê-la de volta mais forte e temperada: "Vamos começar de novo?" Agar disse à irmã: "É a sua vez de provar o licor divino." A loira nua, abrindo as coxas, Apresenta ao seu velho pai um ninho cheio de delícias. Embora o Pai Ló termine com dificuldade, Ela, no entanto, aproveita bastante. "Glória ao Deus de Israel!", disse ela... "Eu concebi." Ló então acordou, sem ter visto nem sabido de nada. |